# Samuel Huntington (Politiker, 1765)

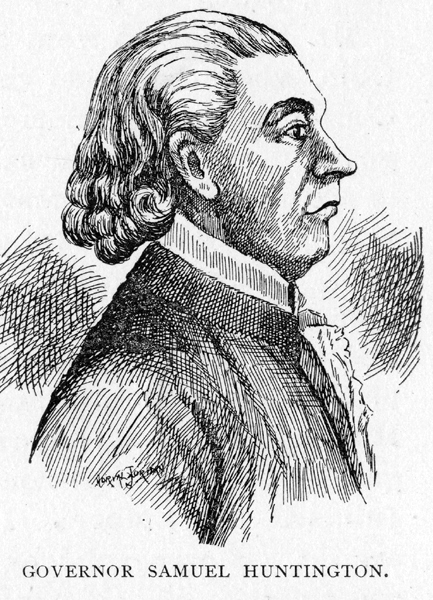
Samuel Huntington

Samuel H. Huntington (* 4. Oktober 1765 in Coventry, Colony of Connecticut; † 8. Juni 1817 in Painesville, Ohio) war ein US-amerikanischer Jurist und Politiker und von 1808 bis 1810 der dritte Gouverneur des Bundesstaates Ohio.

## Frühe Jahre und politischer Aufstieg
Samuel Huntington war der Neffe und Adoptivsohn des gleichnamigen Gouverneurs von Connecticut und Unterzeichners der Unabhängigkeitserklärung der Vereinigten Staaten, Samuel Huntington. Er besuchte das Dartmouth College und bis 1785 die Yale University. Nach einem anschließenden Jurastudium und seiner Zulassung als Rechtsanwalt begann er zunächst in Connecticut und später in Ohio in diesem Beruf zu praktizieren. Seit dem Jahr 1801 war er im damals noch kleinen Cleveland ansässig.
Huntingtons erste öffentliche Anstellung erfolgte 1802, als er mit der Beaufsichtigung der örtlichen Straßen im damaligen Nordwestterritorium beauftragt wurde. Im gleichen Jahr wurde er Friedensrichter und Delegierter auf der verfassungsgebenden Versammlung von Ohio. Im Jahr 1803 war er Mitglied des ersten Senats von Ohio. Zwischen 1803 und 1808 fungierte er als Richter am Supreme Court of Ohio, wobei er 1804 sogar Vorsitzender Richter (Chief Justice) dieses Gerichtes war. Im Jahr 1808 wurde er gegen zwei Mitbewerber aus der eigenen Demokratisch-Republikanischen Partei zum neuen Gouverneur gewählt. Dabei setzte er sich auch gegen den Amtsinhaber Thomas Kirker durch, der nur den dritten Platz hinter US-Senator Thomas Worthington belegte.

## Gouverneur von Ohio
Huntington trat sein neues Amt am 12. Dezember 1808 an. In seiner zweijährigen Amtszeit wurde die Hauptstadt des Landes provisorisch nach Zanesville verlegt, während die Diskussion um einen permanenten Standort weiterging. Angesichts eines drohenden Krieges mit England, der dann aber erst 1812 ausbrach, war man in Ohio um die Sicherheit des Staates besorgt. Ein Streit um die Besetzung der Richterstellen in Ohio war ebenfalls ein zentrales Thema jener Jahre. Nach Ablauf seiner Amtszeit strebte Huntington keine Wiederwahl an. Daher schied er im Dezember 1810 aus seinem Amt.
Nach seiner Gouverneurszeit bewarb sich Huntington erfolglos um einen Sitz im US-Senat. Zwischen 1811 und 1812 war er Abgeordneter im Repräsentantenhaus von Ohio. Sein letztes öffentliches Amt hatte er während des Krieges mit England im Jahr 1813 als Bezirkszahlmeister (District Army Paymaster) der US-Armee. Huntington verstarb 1817 in Painesville. Mit seiner Frau Hannah hatte er zwei Kinder.